# Arturo (rete televisiva)
Arturo è stata un'emittente televisiva italiana dell'editore LT Multimedia.

## Storia
La rete, rivolta principalmente a un pubblico femminile, inizia le trasmissioni l'8 novembre 2010 sul canale 138 della piattaforma satellitare Sky Italia.
Arturo è stato trasmesso anche sul canale 221 del digitale terrestre, inizialmente all'interno del RAI Mux 2 a partire dal 27 settembre 2011 ed in seguito nel mux TIMB 2 dal 5 novembre 2012. Dal 7 novembre 2012 la versione del RAI Mux 2 è stata rinominata in ARTURO PROVVISORIO e successivamente è stata rimossa l'8 gennaio 2013; Arturo rimane così disponibile esclusivamente nel mux TIMB 2. Dal 1º al 25 giugno 2012 il canale era stato disponibile anche nel mux Retecapri Alpha e sui mux locali di Telecampione all'LCN 20 al posto di Retecapri.
A partire dal 2012, anno in cui è stata completata la transizione alla televisione digitale su tutto il territorio italiano, Arturo ha cominciato a trasmettere in replica alcune serie televisive in diverse fasce orarie (compresa la prima serata), come ad esempio La saga dei McGregor e The West Wing.
Il 10 settembre 2012, Arturo ha cessato le trasmissioni all'interno della piattaforma Sky Italia, abbandonando la frequenza satellitare assegnatale da News Corporation sui satelliti Hot Bird, e rimanendo visibile esclusivamente via etere.
Nell'ottobre 2013, per un breve periodo, l'emittente ritorna sul satellite su una frequenza Hot Bird, non più in standard DVB-S, ma in DVB-S2.
Ha cessato definitivamente le trasmissioni dalle ore 23:59 del 31 dicembre 2013, unificandosi al canale Alice.

## Palinsesto
- 365 il mio cane
- Allo Specchio
- Adoption stories - Destini incrociati
- Bischeri e Bischerate
- Buongiorno in cucina
- Dolci & delizie
- Faidatè
- Fitness
- Guida al verde
- Il club delle cuoche
- Il diavolo e l'acquacotta
- Interno 138
- L'amore adesso
- L'erba del vicino
- La Vespa Teresa
- Nonna & io
- Nonne alla riscossa
- Marcia Nuziale
- Mattia: detto fatto!
- Metti una sera
- Nero su bianco
- Passioni assassine
- Passepartout: ospite a sorpresa
- Sistemacasa
- Slurp
- So Chic
- Uno in cucina
- Viaggio in Italia
- Visioni italiane
- Viva l'Italia
- W la Mamma!

## Presentatori
- Csaba Dalla Zorza
- Giovanna Lecis
- Valeria Monetti
- Cinzia Tani
- Maria Pia Timo
- Giorgia Würth
- Danilo Bertazzi
- Luce Caponegro
- Beppe Bigazzi
- Laura Lattuada

## Ascolti

### Share 24h* di Arturo
|      | Gennaio | Febbraio | Marzo | Aprile | Maggio | Giugno | Luglio | Agosto | Settembre | Ottobre | Novembre | Dicembre | Media anno |
| ---- | ------- | -------- | ----- | ------ | ------ | ------ | ------ | ------ | --------- | ------- | -------- | -------- | ---------- |
| 2011 | N.R.    | 0,02%    | 0,01% | 0,02%  | 0,02%  | 0,02%  | 0,01%  | 0,01%  | 0,01%     | 0,02%   | 0,02%    | 0,03%    | 0,02%      |
| 2012 | 0,02%   | 0,03%    | 0,03% | 0,04%  | 0,05%  | 0,09%  | 0,08%  | 0,08%  | 0,08%     | 0,09%   | 0,09%    | 0,09%    | 0,06%      |
| 2013 | 0,09%   | 0,08%    | 0,09% | 0,09%  | 0,07%  | 0,07%  | 0,08%  | 0,10%  | 0,09%     | 0,12%   | 0,11%    | 0,15%    | 0,09%      |

* Giorno medio mensile su target individui 4+